# Tina Daute
Tina Daute (* in den 1960er Jahren in Karl-Marx-Stadt; Künstlername Tina) ist eine deutsche Sängerin und Rundfunkmoderatorin. Sie wurde in den 1980er Jahren als Popsängerin in der DDR bekannt.

## Leben
Tina Daute besuchte als Jugendliche die Bezirksmusikschule Karl-Marx-Stadt und spielte dort Blockflöte, Klarinette, Klavier und Saxophon. Später studierte sie am Robert-Schumann-Konservatorium in Zwickau und an der Musikhochschule „Carl Maria von Weber“ in Dresden Gesang, Klarinette und Saxophon. Sie wurde als Sängerin und Saxophonistin Mitglied der Gruppe Dialog. Ab 1983 trat sie als Tina auf und machte vor allem Synthiepop. Harry Jeske von den Puhdys komponierte Sonnenschein im Blut und Urlaub auf dem Meeresgrund, von denen das zweite Lied ein Hit wurde. In der Fernsehsendung bong wurde Tina damit drei Mal von den Zuschauern für die nächste Folge wiedergewählt und erhielt dafür die höchste Auszeichnung „Silberner Bong“. 1985 begann die Zusammenarbeit mit Komponist Alexander Jereczinsky; die Texte schrieb Tina selbst. Im selben Jahr bildete sie kurzfristig mit Arnulf Wenning das Gesangsduo Traumboot, das die Stücke Samba durch alle Straßen und Mitternacht ist längst vorbei aufnahm.
Ende der 1980er Jahre hatte Tina ihre eigene Fernsehshow Tina, in der sie zum Halbplayback sang und spielte. Nach der Wende arbeitete sie als Rundfunkmoderatorin beim MDR und bei Radio Berlin 88,8, wo sie die Partnerbörse moderierte. 1998 veröffentlichte sie eine weitere Single. Später wurde sie  Kunstmalerin.

## Diskografie

### Alben
- 1989: Viva Amore (Amiga)

### Singles
- 1983: Taktgefühl / Urlaub auf dem Meeresgrund (Amiga)
- 1988: Oh mi Amore (Amiga-Quartett, Amiga)
- 1998: Frühlingsgefühl (Pewi)